# Glisgis
Glisgis is een bestuurslaag in het regentschap Bangkalan van de provincie Oost-Java, Indonesië. Glisgis telt 2156 inwoners (volkstelling 2010).